# Daemyung Killer Whales
Daemyung Killer Whales, är ett professionellt ishockeylag med sin bas i Incheon, Sydkorea, som från och med säsongen 2016/2017 spelar i Asia League Ice Hockey (ALIH).